# Вилар-Шан (Алфандега-да-Фе)
Вилар-Шан (порт. Vilar Chão) — населённый пункт и район в Португалии, входит в округ Браганса. Является составной частью муниципалитета Алфандега-да-Фэ. По старому административному делению входил в провинцию Траз-уж-Монтиш и Алту-Дору. Входит в экономико-статистический субрегион Алту-Траз-уш-Монтеш, который входит в Северный регион. Население составляет 326 человек на 2001 год. Занимает площадь 24,77 км².